# Liste der melkitischen Erzbischöfe von Akko
Die folgenden Personen waren Bischöfe bzw. Erzbischöfe (seit 1964) der Eparchie bzw. Erzeparchie Akko, Haifa, Nazareth und ganz Galiläa:
- 1759–1763 Makarios Ajaimy
- 1763–1794 Makarios Fakhoury
- 1795–1809 Makarios Nahhas
- 1809–1833 Theodosius Habib
- 1836–1856 Clement Bahous
- 1856–1864 Gregory Youssef Sayour
- 1864–1893 Agapios Doumani (أغابيوس دوماني, DMG Aġābiyūs Dūmānī, 1812–1893)
- 1894–1899 Athanasius Sabbagh (اثناسيوس صباغ, DMG Aṯanāsiyūs Ṣabbāġ, 1862–1899)
- 1901–1940 Gregory Hajjar (غريغوري حجار, DMG Ġrīġūrī Ḥaǧǧār, französisch Grégoire Haggiar; 1875–1940[1])
- 1940–1943 Sedisvakanz: Archimandrit Basilius Asʿad Qassis (بَاسِيليُوس أَسْعَد قَسِّيس, DMG Bāsīlyūs Asʿad Qassīs) als Administrator (مدبّر ثاني)
- 1940–1943 Joseph Maʿlouf Apostolischer Administrator und Bischof von Baalbek
- 1943–1967 George Hakim
- 1968–1975 Joseph-Marie Raya
- 1975–1990 Maximos Salloum
- 1990–2003 Pierre Mouʿallem
- 2003–2006 Sedisvakanz: Archimandrit Georges Nicolas Haddad als Apostolischer Administrator
- 2006–2014 Elias Chacour
- 2014–2018 Georges Bacaʿouni
- seit 2019 Youssef Matta